# Lagartera 1ra. Sección
Lagartera 1ra. Sección är en ort i Mexiko.   Den ligger i kommunen Centro och delstaten Tabasco, i den sydöstra delen av landet, 700 km öster om huvudstaden Mexico City. Lagartera 1ra. Sección ligger 8 meter över havet och antalet invånare är 1 914.
Terrängen runt Lagartera 1ra. Sección är mycket platt. Runt Lagartera 1ra. Sección är det tätbefolkat, med 442 invånare per kvadratkilometer. Närmaste större samhälle är Villahermosa, 9,7 km sydväst om Lagartera 1ra. Sección. Trakten runt Lagartera 1ra. Sección består till största delen av jordbruksmark.